# Moskauer Apostolar

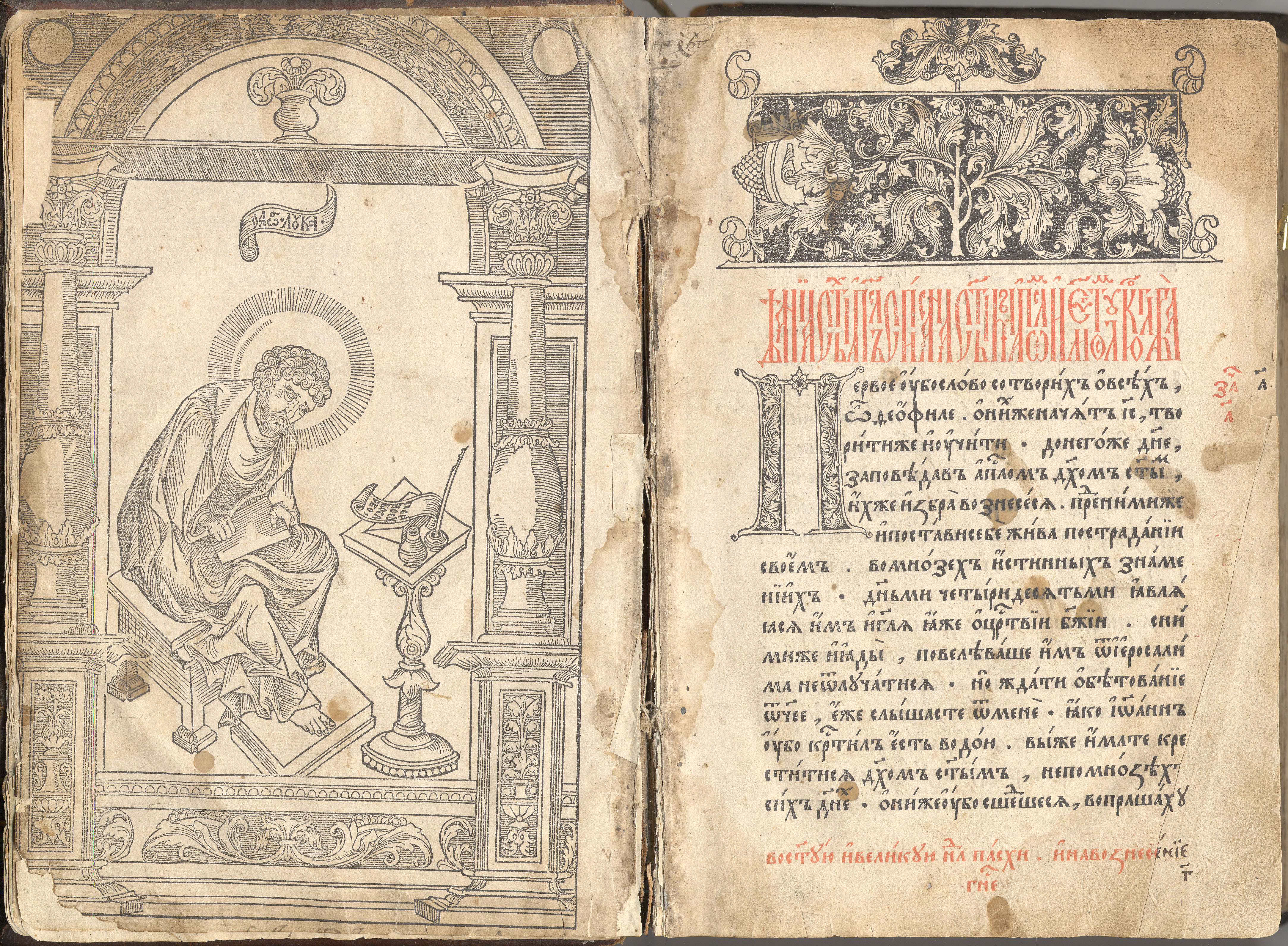
Erste Seiten

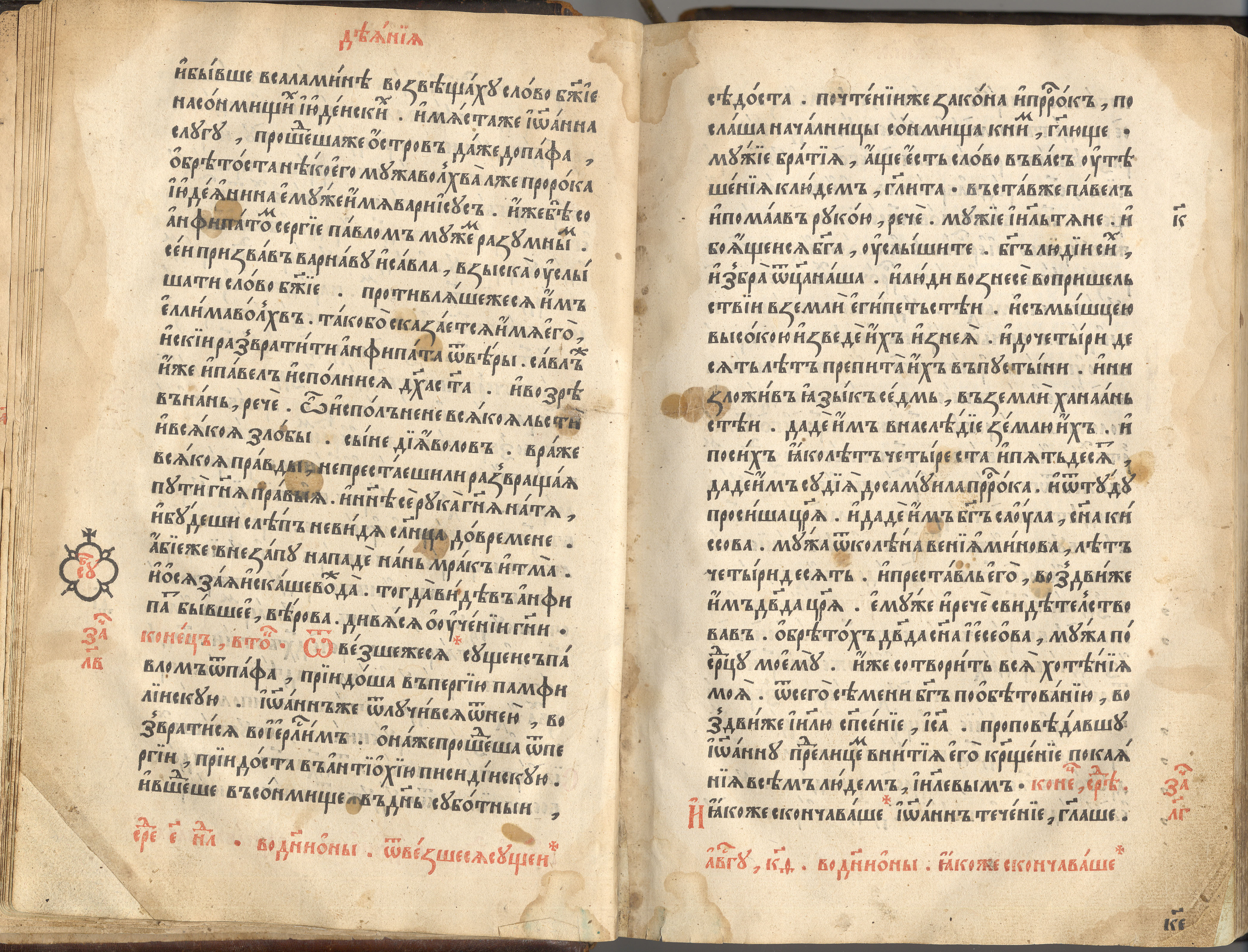

Das Moskauer Apostolar ist ein Buchdruck, der 1564 in Moskau erschien. Es ist das erste genau datierbare gedruckte Buch im Zarenreich Russland.
Es besteht aus 534 Seiten (267 Blätter) im Format 28 × 18 cm mit je 25 Zeilen. Das Apostolar enthält den Text der Apostelgeschichte und der Briefe des Neuen Testaments, dazu ein Menologion und ein Nachwort des Druckers Iwan Fjodorow.
Auf der ersten Seite ist der Evangelist Lukas in einer Gravur abgebildet. Es gibt ornamentale Verzierungen und Initialen.
Heute existieren noch etwa 65 Exemplare weltweit (46 in Russland).